# Tafersit
Tafersit of Tafersite (Berbers: ⵜⴰⴼⴻⵔⵙⵉⵟ) is een stad en gemeente gelegen in het Rifgebergte, in het noordoosten van Marokko. De stad behoort tot de provincie Driouch en de regio Oriental. Tafersite ligt in het stamgebied van de Ait Tafersite. De stad telde in 2014 ruim 9 duizend inwoners.
Tafersite wordt omringd door de steden Ben Taieb, Driouch, Midar en Temsamane. Veel Europese Riffijnen komen oorspronkelijk uit deze regio vandaan.

## Geschiedenis
De sporen van het Spaanse kolonialisme zijn nog steeds niet uitgewist, met name een van de uitkijkposten op de hoogste berg. Vandaar konden Spaanse soldaten een kilometerlang zicht krijgen. Op de grens met Temsamane bevindt zich Bab Tizi-Aaza, hier werd begin 20ste eeuw voor het eerst mosterdgas gebruikt op mensen. In Tafersit zouden verschillende veldslagen hebben plaatsgevonden en de vader van de legendarische Abdelkrim El Khattabi zou daar gestorven zijn door voedselvergiftiging.
In tegenstelling tot andere gemeenten maakt Tafersit geen deel uit van bv. Beni Touzine of Beni Oulichek, al sinds de oudheid is dit dorp zelfstandig geweest. Tafersit is onderverdeeld in zeven departementen; Ait Bouhidous, Ait Yarroul, Ait Youssef, Bouhfoura, Hammouda, Ighmiren en Imajaren.
Door haar munt en olijfolie is Tafersit bekend in heel Noord-Marokko. In Ait Youssef vind je een waterbron die medische wonderen zou verrichten voor mensen met nierproblemen. Honderden mensen komen dagelijks, soms van heel ver, drinkwater halen van de Sarrij-bron. Deze bron wordt ook, door middel van kanalen, gebruikt voor de landbouw.

## Geboren in Tafersit
- Farid Azarkan (1971), Nederlands politicus